# Вирмен
Вирме́н (фр. Virming) — коммуна во французском департаменте Мозель региона Лотарингия. Относится к  кантону Альбестроф.	

## Географическое положение
Вирмен расположен в 50 км к юго-востоку от Меца. Соседние коммуны: Франкальтроф и Ленен на северо-востоке, Нёфвиллаж на юго-востоке, Бермерен на юго-западе.

## История
- Бывшая деревня герцогства Лотарингия.
- Была разрушена в 1635 году во время Тридцатилетней войны, восстановлена в 1665 году.
- Коммуна сильно пострадала во время Второй мировой войны.

## Демография
По переписи 2007 года в коммуне проживало 284 человека.	

## Достопримечательности
- Следы галло-романской эпохи.
- Церковь Сен-Пьер 1907 года, построена в стиле барокко.
- Часовня святой Анны.